# Autoroute A 350
Die Autoroute A 350 ist eine französische Stadtautobahn mit Beginn und Ende in Strasbourg an der A 35. Sie hat eine Gesamtlänge von 1,2 km. Im Jahr 2015 wurde sie zur Route Nationale 2350 abgestuft.

## Geschichte
- 1983: Eröffnung der gesamten Autobahn (A 35 - Strasbourg-Avenue Herrenschmidt)
- 2015: Abstufung zur RN 2350-
- 2021: Abstufung zur M 2350

## Großstädte an der Autobahn
- Strasbourg